# Шторм-V
Шторм-V — російські підрозділи, що комплектуються колишніми ув'язненими.

## Історія
28 червня 2024 року, за даними 24 ОМБр ЗСУ, загони «шторм-V» брали участь у атаках на Часів Яр.
У лютому 2025 року в Україні тривав судовий процес над Дмитром Курашовим, учасником «шторм-V», який потрапив до українського полону. 6 лютого 2024 року Курашов розстріляв українського військового Віталія Годнюка, коли той здавався у полон на позиції «Вовк». За свідченнями Курашова, вони отримали наказ не брати українських військових в полон.